# Ferrari F300
A Ferrari F300 Formula–1-es versenyautó, amellyel a Scuderia Ferrari versenyzett az 1998-as Formula–1 világbajnokság során. Pilótái Michael Schumacher és Eddie Irvine voltak. A kasztnit Rory Byrne, Giorgio Ascanelli, Aldo Costa, Willem Toet és Nikolas Tombazis tervezték, Ross Brawn pedig technikai igazgatóként töltött be fontos szerepet. Elődjéhez hasonlóan 3 literes V10-es motort használt, az 1998-tól érvényes szabályok értelmében pedig keskenyebb kialakítású volt.

## Áttekintés
Külsőre nagymértékben hasonlított az előd F310B-re, csak a keskenyebb kialakítás és az apróbb oldaldobozok, amik elsőre szembetűnőek. Az F300-as egy versenyképes és megbízható konstrukció volt, aerodinamikailag azonban gyengébb volt, mint a McLaren MP4/13-as. Ennek ellenére Schumacher harcban volt a világbajnoki címért, bár az idény végén be kellett érnie a második hellyel. A Ferrari ugyancsak második lett a konstruktőri bajnokságban.
Az F300-as jó kiindulási alap volt a későbbi évek dominanciájához. Schumacher hatalmas pontbeli hátrányt dolgozott le az idény során Mika Häkkinennel szemben, két futammal a szezon vége előtt aratott olasz győzelmével pedig pontok szempontjából is beérte őt. Az utolsó előtti, luxemburgi nagydíjon aztán Häkkinen mögött ért célba, tehát ponthátrányból várhatta a mindent eldöntő versenyt. Miután az autója már a japán futam elején a rajtrácson ragadt, és később még defektet is kapott, így a világbajnoki esélyei szertefoszlottak, még úgy is, hogy egyébként a versenyben nyújtott teljesítménye nyomán dobogós lehetett volna. Irvine bajnoki negyedik lett, köszönhetően annak is, hogy a Ferrari kétszer is kettős győzelmet aratott. Irvine nem tudott nyerni az évben.
Az idény során számos fejlesztést kipróbáltak. Argentínában szélesebb első gumikkal kísérleteztek. San Marinóban ők is kipróbálták a pilótafülke két oldalára elhelyezett úgynevezett X-szárnyat, melyet nem sokkal később be is tiltottak. A német és a belga nagydíjakon egy nagyobb tengelytávú variánst vetettek be, a japán nagydíjra pedig egy új motort. Kanadában kapta a legtöbb fejlesztést az autó: új diffúzort, új hátsó elemeket, új első szárnyat, és felfelé vezetett kipufogót. Schumacher ezután sorozatban háromszor győzött. Különösen a kipufogó új kialakítása volt aerodinamikai és hűtési szempontból is annyira jó, hogy más csapatok is elkezdték másolni.
A tesztek során felmerült, hogy a Ferrari talán Bridgestone abroncsokra vált, de erre csak a következő idényben került sor, mikor a Goodyear kiszállt a Formula–1-ből.

## Eredménylista
(félkövérrel jelölve a pole pozíció; dőlt betűvel a leggyorsabb kör)
| Év   | Csapat           | Motor           | Gumik | Pilóták            | 1   | 2   | 3   | 4   | 5   | 6   | 7   | 8   | 9   | 10  | 11  | 12  | 13  | 14  | 15  | 16  | Pontok | Helyezés |
| ---- | ---------------- | --------------- | ----- | ------------------ | --- | --- | --- | --- | --- | --- | --- | --- | --- | --- | --- | --- | --- | --- | --- | --- | ------ | -------- |
| 1998 | Scuderia Ferrari | Ferrari 047 V10 | G     |                    | AUS | BRA | ARG | SMR | ESP | MON | CAN | FRA | GBR | AUT | GER | HUN | BEL | ITA | LUX | JPN | 133    | 2.       |
| 1998 | Scuderia Ferrari | Ferrari 047 V10 | G     | Michael Schumacher | KI  | 3   | 1   | 2   | 3   | 10  | 1   | 1   | 1   | 3   | 5   | 1   | KI  | 1   | 2   | KI  | 133    | 2.       |
| 1998 | Scuderia Ferrari | Ferrari 047 V10 | G     | Eddie Irvine       | 4   | 8   | 3   | 3   | KI  | 3   | 3   | 2   | 3   | 4   | 8   | KI  | KI  | 2   | 4   | 2   | 133    | 2.       |

## Egyéb megjelenések
Klasszikus autóként megjelent az F1 2013 című videojátékban.

## Forráshivatkozások
1. ↑  1998 FERRARI F300 - Barrett-Jackson Auction Company - World's Greatest Collector Car Auctions (angol nyelven). www.barrett-jackson.com. (Hozzáférés: 2022. február 2.)
2. ↑  Irvines Ferrari F300: Monaco 1998… (angol nyelven). primotipo..., 2015. január 25. (Hozzáférés: 2022. február 2.)
3. ↑  Ferrari and Bridgestone?. www.atlasf1.com. (Hozzáférés: 2022. február 2.)

## Fordítás
Ez a szócikk részben vagy egészben  a   Ferrari F300 című angol Wikipédia-szócikk ezen változatának fordításán alapul.  Az eredeti cikk szerkesztőit annak laptörténete sorolja fel. Ez a jelzés csupán a megfogalmazás eredetét és a szerzői jogokat jelzi, nem szolgál a cikkben szereplő információk forrásmegjelöléseként.